# 巴利拉纳
巴利拉纳，是西班牙加泰罗尼亚巴塞罗那省的一个市镇。总面积24平方公里，总人口14 625人（2013年），人口密度614人/平方公里。